# Bitwa pod Newtonbutler
Bitwa pod Newtonbutler – starcie zbrojne, które miało miejsce 31 lipca 1689 r. w trakcie wojny irlandzkiej (1689–1691).
Dnia 29 lipca 1689 r. oddział Jakobitów w sile 3 600 ludzi wyposażonych w kilka dział pod dowództwem generała Justina MacCarthy’ego zaatakował obsadzony przez protestantów zamek Crom, położony w odległości 5 mil od wsi Newtonbutler w rejonie Enniskillen. Dwa dni później 31 lipca na odsiecz obleganym wyruszył oddział protestancki z Enniskillen w sile 2 000 ludzi pod wodzą pułkownika Williama Wolseleya i podpułkownika Berry’ego.
Tego samego dnia oddział Jakobitów dowodzony przez pułkownika Anthony’ego Hamiltona zaatakował protestantów, został jednak odparty ogniem muszkietów. W trakcie walki ranny w nogę został Hamilton, a cały oddział stracił 230 ludzi. W tej sytuacji Jakobici wycofali się do Lisnaskea. Tutaj wsparci zostali wojskami wicehrabiego Mountcashel. Wycofujące się oddziały Jakobitów ustawiły się do bitwy w miejscu położonym milę od Newtonbutler. Wojska protestantów pod wodzą Wolseleya uderzyły przez pobliskie bagno, zmuszając wielu ludzi wicehrabiego Mountcashel do ucieczki. Milę za Newtonbutler Jakobici ponownie utworzyli szyk, oczekując kolejnego ataku. Piechota protestantów uderzyła przez moczary, kawaleria natomiast została odparta ogniem dział Jakobitów. Po przekroczeniu moczarów piechota protestancka wyparła w końcu Jakobitów z zajmowanych stanowisk, zdobywając działa przeciwnika. Wówczas atak przypuściła jazda Berry’ego, która po wycofaniu się kawalerii Jakobitów, uderzyła na pozostawioną bez ochrony piechotę. Osamotnieni piechurzy widząc ucieczkę jazdy, rzucili się do panicznej ucieczki w kierunku moczarów. Około 1 500 – 2 000 z nich poniosło śmierć tonąc w bagnach lub w trakcie pościgu kawalerzystów wroga. Protestanci utracili 100 ludzi. W ich ręce wpadło 400 jeńców, wśród nich ciężko ranny wicehrabia Mountcashel. Wioskę Newtonbutler spalono. Bitwa pod Newtonbutler była w roku 1689 największym zwycięstwem zwolenników Wilhelma od początku wojny.